# Milo Meskens
Milo Meskens (Vilvoorde, 3 oktober 1995) is een Belgisch zanger en singer-songwriter.
Meskens werd in 2015 bekend door zijn deelname aan het programma De Nieuwe Lichting van Studio Brussel. Hier krijgen jonge, onbekende talenten de kans om zich te tonen aan het grote publiek. Ook het jaar nadien raakte hij in de selectie van De Nieuwe Lichting, ditmaal met zijn band Black Tolex.
Begin 2016 nam Meskens het nummer Here with me op, dat op 30 januari van datzelfde jaar binnenkwam in de Ultratop 50.
Zijn eerste plaat Contrast kwam uit op 30 maart 2018. Eind 2018 bracht Milo Meskens samen met Regi de single Ordinary uit. Ze brachten de single samen op de MIA's.

## Discografie

### Singles
| Single met hitnotering(en) in de Vlaamse Ultratop 50 | Datum van verschijnen | Datum van binnenkomst | Hoogste positie | Aantal weken | Opmerkingen                    |
| ---------------------------------------------------- | --------------------- | --------------------- | --------------- | ------------ | ------------------------------ |
| Here with me                                         | 11-01-2016            | 30-01-2016            | 23              | 10           |                                |
| New beginning                                        | 10-03-2017            | 15-04-2017            | 9               | 25           | Goud                           |
| Twenty one                                           | 02-10-2017            | 14-10-2017            | 18              | 20           |                                |
| Stone cold liar                                      | 23-02-2018            | 03-03-2018            | 13              | 18           |                                |
| Let you go                                           | 21-09-2018            | 10-11-2018            | 36              | 12           |                                |
| Ordinary                                             | 14-12-2018            | 22-12-2018            | 4               | 26           | Platina // met Regi            |
| Memory card                                          | 31-05-2019            | 08-06-2019            | tip36           | -            |                                |
| When I feel this way                                 | 01-05-2020            | 16-05-2020            | 30              | 8            |                                |
| Happiness                                            | 11-12-2020            | 19-12-2020            | tip6            | -            | met The Starlings en Ides Moon |
| Fool                                                 | 19-02-2021            | 27-02-2021            | tip7            | -            |                                |
| Perfect for me                                       | 01-09-2022            | 17-09-2022            | 28              | 6            |                                |

### Albums
| Album met hitnotering(en) in de Vlaamse Ultratop 200 albums | Datum van verschijnen | Datum van binnenkomst | Hoogste positie | Aantal weken | Opmerkingen |
| ----------------------------------------------------------- | --------------------- | --------------------- | --------------- | ------------ | ----------- |
| Contrast                                                    | 30-03-2018            | 07-04-2018            | 8               | 30           |             |
| Quarter Life Crisis                                         | 07-04-2023            | 15-04-2023            | 44              | 1            |             |